# Pietro Spangaro Jr.
Pietro Spangaro (Ampezzo, 28 ottobre 1836 – Pordenone, 1912) è stato un medico e patriota italiano, presidente della società di scienze mediche di Conegliano e membro del corpo dei Cacciatori delle Alpi.

## Biografia
Pietro nacque il 28 ottobre 1836 ad Ampezzo. I suoi genitori, sebbene di mezzi modesti, vollero che andasse avanti negli studi, così lo iscrissero al Liceo Stellini di Udine, dove conseguì la maturità classica.
Nell'anno 1855-56 si iscrisse a Padova alla facoltà di medicina dove diede regolari esami fino al 1859, l'anno in cui iniziò la seconda guerra d'indipendenza.
Abbandonò l'Università e partì volontario, arruolandosi nei Cacciatori delle Alpi agli ordini di Garibaldi.
Quando nel novembre 1859 fu stipulata la pace definitiva con l'Austria, Pietro si trovò nella condizione di esule, impossibilitato a ritornare a Padova per proseguire gli studi, dato che il Veneto era rimasto dominio austriaco.
Gli venne in aiuto Agostino Bertani che aveva conosciuto combattendo nelle file garibaldine, il quale gli consigliò di proseguire gli studi a Pavia, dove lui stesso si era laureato in medicina e dove insegnavano professori di grande reputazione.
Ma in quel momento Pietro non si sentiva di riprendere in mano i libri (a Pavia si iscriverà nel 1860-1861 dopo la spedizione dei Mille), così si fermò a Genova dove molti volontari, in previsione di una spedizione nel Sud, erano stati accolti e ospitati generosamente da Agostino Bertani.
Partì da Quarto con i Mille, ma in agosto, deluso dalla piega che avevano preso gli eventi con l'arrivo dei piemontesi, decise assieme ad altri volontari, per lo più studenti, di ritornare al Nord e di riprendere gli studi di medicina.
Pietro si recò a Pavia, poi si trasferì a Bologna dove nel 1863 si laureò con il massimo dei voti.
Quando scoppiò nel 1866 la terza guerra d'indipendenza il richiamo di partecipare alla liberazione delle terre venete fu irresistibile: Pietro si arruolò nuovamente al seguito di Garibaldi nei Cacciatori delle Alpi, dove trovò il vecchio amico Bertani, che lo fece nominare medico di battaglione.
Combatté a Bezzecca, dove riportò delle gravi ferite. 
Successivamente svolse la professione di medico in diversi comuni d'Italia e alla fine fu trasferito a Pordenone, dove morì nel 1912.
La sua tomba è tuttora esistente nel cimitero della città, ed è una delle più antiche.

## Fonti
- Archivio storico di Pordenone
- Archivio storico parrocchiale di Sant'Angelo in Pontano
- Archivio municipale di Belforte sul Chienti
- Archivio parrocchiale di Ampezzo Carnico